# Юзафат Охоцький
Юзефат Охоцький (пол. Jozefat Ochocki, бл. 1750–1806) — василіанський священик.
Брав участь у коронації образу Почаївської Божої Матері (1773 р.), служив вчителем в Любарі, п'ять років студіював теологію в Римі, отримавши ступінь доктора, відвідав Венецію, Тіроль, Відень, досконало оволодів латинською, італійською та французькою мову.
По поверненню — був ректором василіанської школи в Любарі, з 1783 — Овруцького поєзуїтського колегіуму, у травні 1787 р.
вітав в Тульчині Станіслава Августа, з 1790 — член Цивільно-військової комісії Овруцького повіту, голова житомирського сеймика 1791 р.
Після другого розділу Речі Посполитої у 1793 р. — брав участь у конспіративній діяльності. Після викриття змови разом з братами Яном Дукланом і Яном Непомуценом у травні 1794 р. був заарештований у Житомирі, звідки був етапований до Смоленська, а потім у Туринськ до Сибіру. У 1796 р. був звільнений, повернувся до Овруча.
Мемуари Ю. Охоцького охоплюють період між 1793—1797 рр.